# Ravine Claire
Ravine Claire es una localidad de Santa Lucía que forma parte del distrito de Soufrière.